# Раймонд Овусу
Раймонд Фрімпонг Ову́су (англ. Raymond Frimpong Owusu; нар. 20 квітня 2002, Кумасі, Гана) — ганський футболіст, нападник українського клубу «Металіст 1925», що виступає на умовах оренди за австрійський «Горн».

## Життєпис
Вихованець футбольної академії «Голд Кост». 1 липня 2020 року відправився в оренду до клубу Першого дивізіону чемпіонату Гани «Депортіво Асоква», в якому виступав до кінця лютого 2021 року.
1 березня 2021 року вільним агентом перейшов до «Зорі», з якою підписав 2-річний контракт. Виступав за юнацьку та молодіжну команду клубу. За першу команду луганців дебютував 9 травня 2021 року в переможному домашньому поєдинку 26-го туру української Прем'єр-ліги проти «Олександрії» (2:1). Раймонд вийшов на поле на 76-й хвилині, замінивши Аллах'яра.

## Досягнення
«Металіст 1925»:
 Бронзовий призер Першої ліги України: 2024/25